# Dennis Brown
Dennis Brown, född 1 februari 1957 i Kingston i Jamaica, död 1 juli 1999 i Kingston, var en jamaicansk reggaemusiker.
Dennis Brown anses av vissa reggaekännare vara den viktigaste roots reggae-artisten efter Bob Marley. Brown slog igenom hemma på Jamaica som 16-åring 1972 efter att han och den då 20-årige och pinfärske reggaeproducenten Niney "The Observer" Holness börjat samarbeta vid Joe Gibbs skivstudio. Det var Niney och inte Gibbs som spelade in Dennis Browns hit "Money In My Pocket" 1972, en låt som senare även blev internationellt känd.
Dennis Brown samarbetade med många, kanske främst med Gregory Isaacs. Bland de mer udda produktionerna märks samarbetet med engelska Aswad i början på 1980-talet och låten "Promised Land". Dennis Brown höll, till skillnad från många andra reggaeartister, fanan högt även på äldre dagar. I slutet på 1980-talet var han en av de artister som ledde den musikaliska revolutionen ledd av Gussie Clark och Music Works som tog reggaen in i en ny ålder. Brown avled 1999, 42 år gammal, och var då narkoman. Han avled dock av lunginflammation efter att ha rökt crack-kokain under en tid. Lunginflammationen kan emellertid även ha orsakats av en begynnande utveckling av aids. Två av hans före detta flickvänner var HIV-positiva, en annan hade avlidit i aids.
Dennis Brown är mytomspunnen också i sound system-kretsar där det finaste man kan ha är en specialinspelning, så kallad dubplate, med honom.

## Diskografi i urval

### Studioalbum
- 1975 – Just Dennis
- 1977 - Dennis Brown
- 1978 – Wolves and Leopards
- 1979 – Joseph's Coat of Many Colours
- 1979 – Words of Wisdom
- 1980 – Spellbound
- 1983 – Money In My Pocket
- 1984 – Judge Not
- 1986 – Brown Sugar
- 1986 – Hold Tight
- 1987 – Slow Down
- 1988 – Inseparable
- 1989 – My Time
- 1990 – Unchallenged
- 1991 – Victory is Mine
- 1992 – Friends for Life
- 1992 – Cosmic Force
- 1994 – Vision of the Reggae King
- 1996 – Milk and honey
- 1999 – Believe in Yourself

### Singlar
- 1979 – Home Sweet Home[3]